# مارتینا پالادینو
مارتینا پالادینو (به انگلیسی: Martina Palladino), یک پژوهشگر اهل ایتالیا و وابسته به آکادمی سلطنتی هنر و علوم هلند است.تمرکز تحقیق او زبان سانسکریت، و زبان و فرهنگ هند و ایران است. او مقاله‌هایی در ارتباط با خورشیدپرستی در هند برای نمونه برهمن‌های شاکادویپا‌ی خورشیدپرست در سال ۲۰۱۷ منتشر کرده است.

## آثار
برهمن‌های شاکادویپیای خورشیدپرست. تحلیلی از تاریخ و آداب و رسوم آنها از دوران باستان تا امروز سال ۲۰۱۷